# 池上・曽根遺跡
座標: 北緯34度30分6.6秒 東経135度25分38.2秒 / 北緯34.501833度 東経135.427278度

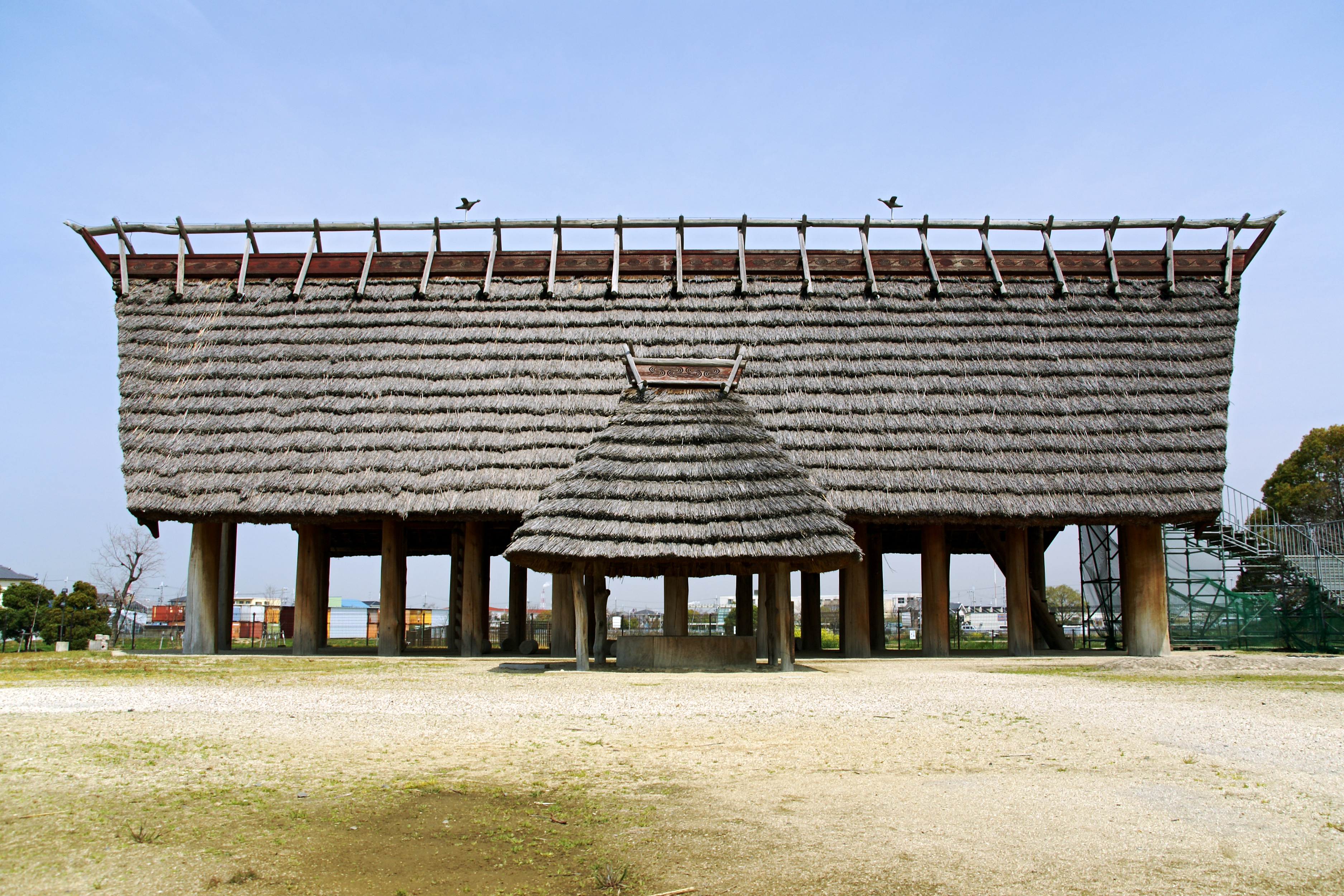
いずみの高殿

池上・曽根遺跡（いけがみ・そねいせき）は、大阪府和泉市池上町と同泉大津市曽根町とにまたがる弥生時代中期の環濠集落遺跡。南北1.5km、東西0.6kmの範囲に広がり、総面積60万m2に達する大集落遺跡である。1976年に国の史跡に指定された。1995年から史跡整備が行われている。

## 概要
池上・曽根遺跡が発見されたのは1900年頃であるが当初は注目を受けなかった。1969年から1971年に大阪万博に備えて国道整備に伴い発掘調査が行われ、この時に遺跡が2万平方メートルを超える当時としては前代未聞の規模であることが判明し、一躍注目を浴びることになる。しかし、その後は唐古・鍵遺跡や吉野ヶ里遺跡に注目が移り、調査はあまり進まなかった。1990年代に至り、史跡公園整備のための再調査が行われ、大型掘立柱建物の発見や年輪年代法による調査結果が発表されると再び注目を浴び、近畿地方の弥生時代研究に欠かすことのできない遺跡となっている。
集落の内郭の中心には棟持柱をもつ大型の掘立柱建物がある。またこれと直行する掘立柱建物も確認されており、これらの建物が井戸を囲んでいる。こうした建物の用途は明らかではないが、祭祀空間あるいは首長の居館など集落の中心的な用途であったと考えられている。これらの建物
は同じ場所に3回から4回の切り合い跡があり、弥生時代中期に100年近くに渡って建て替えを繰り返されてきたと考えられる。
環濠は弥生時代中期に繰り返し掘削が行われたが、ある時点で掘削が行われなくなる。その後も掘立柱の建物群が建てられたことが確認されているが、明らかに集落としての規模が小さくなっており、拠点が移動したものと考えられている。その理由は定かではないが、池上・曽根遺跡の背後の丘陵にある観音地山遺跡に拠点が移動したする説があり、共同体が再編成された可能性を指摘されている。
出土品として特筆すべきは大量の石包丁が出土している点である。この石は和歌山県の紀の川流域でとれる緑色片岩とされ、製品は1300点、未成品は300点に及ぶ。このようなことから池上・曽根遺跡は石包丁の流通拠点であったと考えられている。また打製石鏃の1300点を始めとして、打製石剣、打製石槍などの石製武器が出土している。これらの石は二上山産のサヌカイトである。そのほかの遺跡での研究も合わせると、近畿地方では石器を中心とした生産・流通システムが存在し、集落ごとに役割を分担していたと考えられている。なお、池上・曾根遺跡では鉄器が出土しておらず、その他の遺跡調査と合わせると弥生時代の近畿地方における鉄器の普及は北部九州と比べると遅れていたと考えられている。
また、弥生時代後期のものと思われる、龍を描いた長頸壺が出土している。こうした土器は船橋遺跡や玉津田中遺跡などで確認されているが、井戸などからまとまって出土することから水の祭祀に関係すると考えられている。龍は中国では雨ごいの神と考えられており、こうした由来を知る人物が近畿地方に存在した可能性が指摘されている。

## 発掘の経緯
- 1903年：池上町在住、旧制中学在学中の南繁則（1888年～1969年）が自宅の土塀（遺跡の土を用いて築造）から石鏃を発見。
- 1921年：南繁則が長首壺を発掘。
- 1949年：和泉市池上ポンプ場東方から畿内第II様式の壺形土器が多量確認され、大規模遺跡として知られるようになった。
- 1954年：大阪府立泉大津高校地歴部が土器を採集。
- 1958年：市営住宅の建設に伴い、和泉市教育委員会が発掘調査。紀元前2世紀頃の土器・炭化米などが出土。
- 1961年：府営水道敷工事に伴い、泉大津高校地歴部が発掘調査。多くの溝、竪穴建物跡、土壙などを検出。弥生時代中期を中心とした土器などが多量に出土した。遺跡の南北約400メートルにおよぶ広がりが把握された。
- 1967年：国道26号建設に伴い、大阪府教育委員会が範囲確定調査を行う。
- 1969年：国道26号建設に伴い、大阪府教育委員会が発掘調査を開始（〜1971年）。
- 1971年：府道松之浜曽根線内範囲確定調査を行う。
- 1974年：府道松之浜曽根線内第一次発掘調査開始。
- 1978年：国道26号建設に伴い、大阪府教育委員会が発掘調査を開始（〜1979年）。
- 1987年：府道松之浜曽根線内第二次発掘調査開始。
- 1990年：史跡池上曽根遺跡整備委員会による発掘調査。
- 1993年：集落を取り囲む大溝を検出。南北約300メートル、東西約400メートルの大環濠と推定された。この溝の中から多量の土器・石器や獣骨の他に農工具を中心とした木製品出土。その中には鳥形木製品、男性器形木製品など含まれていた。方形周溝墓（弥生時代前期）、厚さ30センチメートル以上堆積した土器片、
- 1995年：大型高床建物・丸太くり抜き井戸検出。

## 主な遺構
- 環濠は、二重にめぐらされている。
  - 環濠で囲まれた居住区が約25万m2。
- 環濠集落西方一帯の水田域が推定される。
- 巨大丸太くりぬき井戸（弥生時代中期）

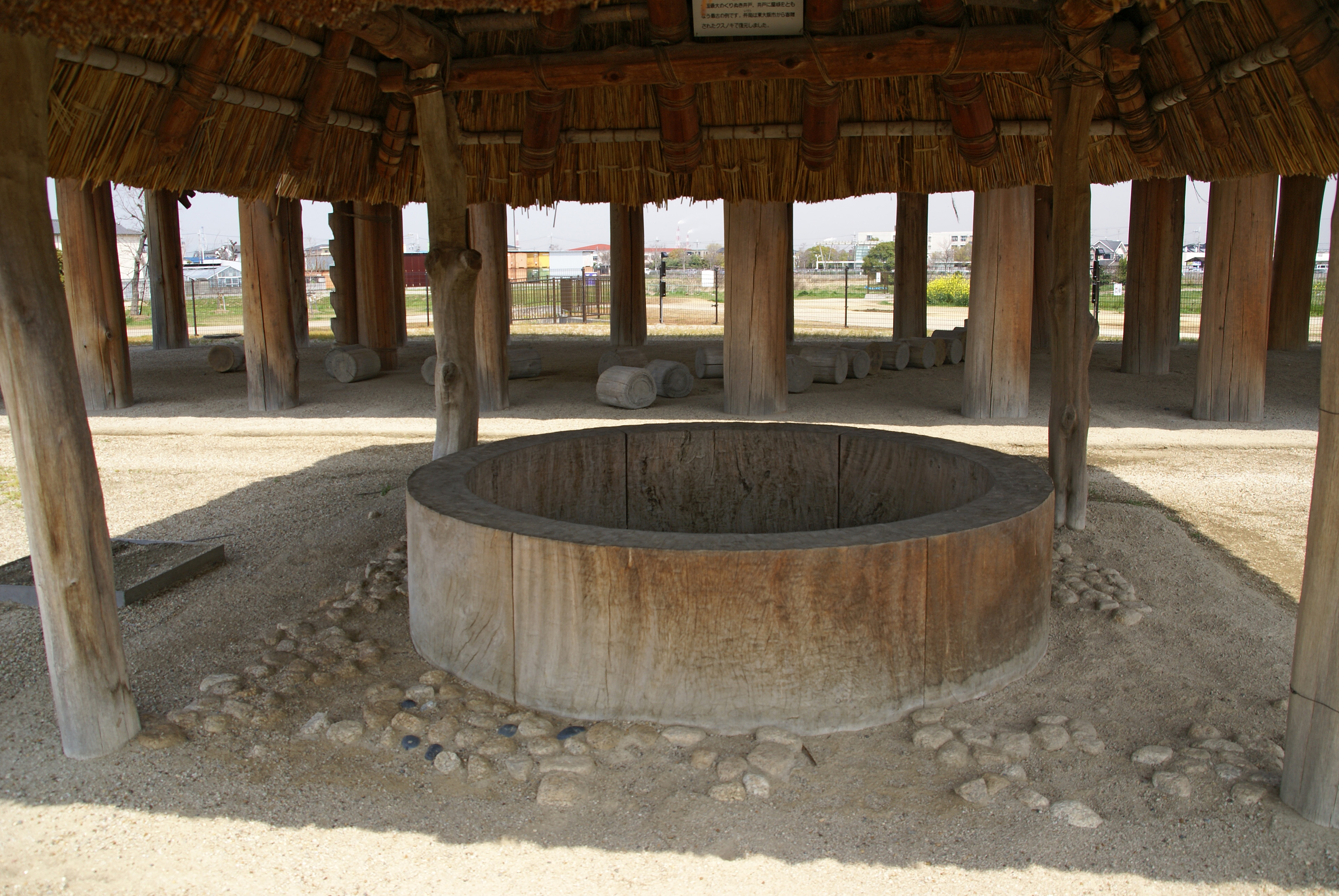
やよいの大井戸

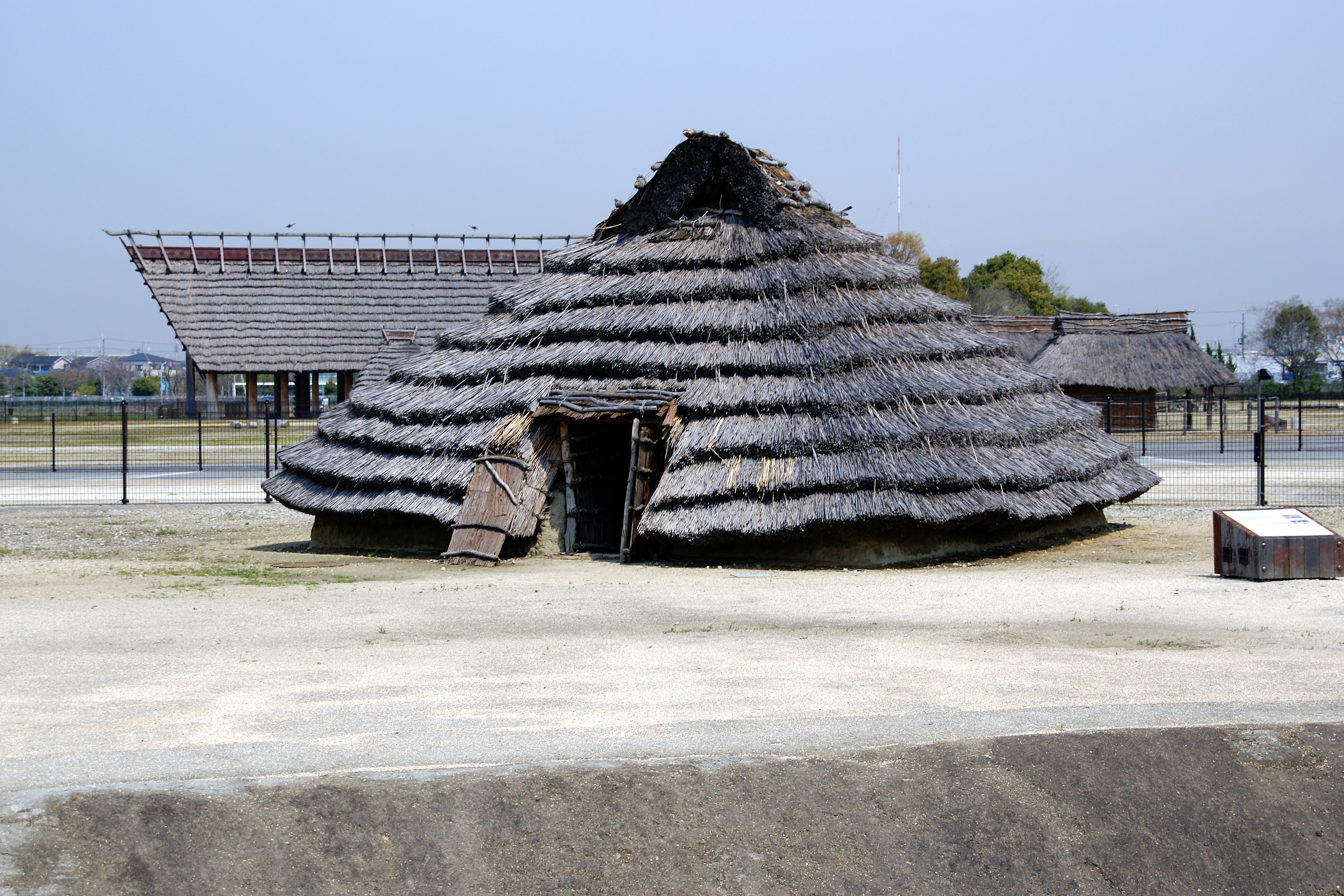
竪穴建物

  - 直径2m、深さ1.2m。樹齢700年のクスノキを一木造りしている。
- 方形周溝墓×20基（弥生時代中期）
  - 墓域は約40万m2
  - 約15m四方、周囲を溝で巡らせた内部に棺を埋めた跡を5か所検出。
- 竪穴建物
- 鉄製品の工房
- 高床大型建物
  - 建築様式：掘立柱建物
  - 建物は井戸の北側3.5mにあり、東西17m、南北7m、面積約135m2の最大級の独立棟持柱（むねもちはしら）の高床建物跡で、神殿らしい。
  - 建物を支えていた直径70cmヒノキ柱の基礎部分25本が腐らずに出土。
  - 柱の間隔は1.8m、長辺の中央部2.3m前後。
  - 土器編年では弥生時代中期後半であるが、柱の1本を年輪年代測定法で調査の結果、紀元前52年に伐採されたことが判明。
- 土間床平屋建物
  - 高床大型建物の南東側に検出。
  - 規模：南北約30m、東西7.6m、約230m2。
  - 建物外側に、屋根を支える独立棟持柱の柱痕（直径40cm）を2か所検出。

## 主な遺物
- ヒスイ製勾玉
- 朱塗りの高坏
- イイダコ壷
- 石包丁、農耕用の木製品
- 銅鐸の破片

## 池上曽根史跡公園
| 池上曽根史跡公園                                                                                 |                        |
| 敷地面積                                                                                         | 3.5ha（第1期整備範囲） |
| 所在地                                                                                           | 〒594-0083             |
| 大阪府和泉市池上町213-1 北緯34度30分5.1秒 東経135度25分40.5秒 / 北緯34.501417度 東経135.427917度 |                        |

池上曽根弥生情報館
- 開館時間：10時 - 17時（冬季は16時まで）
- 休館日：月曜日
- 入館料：無料
- 目的：遺跡の情報、公園の受付案内。
- 立地：公園内。

## 池上曽根弥生学習館
| 池上曽根弥生学習館                                                                                       |                    |
| 所在地                                                                                                   | 〒595-0004         |
| 大阪府泉大津市千原町2丁目12-45 北緯34度29分57.1秒 東経135度25分37.7秒 / 北緯34.499194度 東経135.427139度 |                    |
| 公式サイト                                                                                               | 池上曽根弥生学習館 |

- 開館時間：10時 - 17時（冬季は16時まで。入館は16時30分まで、体験受付は16時まで）
- 休館日：月曜日（祝休日は開館・翌日休館・年末年始）
- 入館料：無料（体験学習は実費）
- 目的
  - 池上曽根遺跡を通じて、地域の歴史を学ぶ。
  - 弥生人の文化・生活に触れるための体験学習を行なう。
- 立地：池上曽根遺跡の史跡指定地に隣接。

## 交通アクセス
- JR 阪和線 信太山駅 徒歩7分
- 南海本線 松ノ浜駅 徒歩18分